# Musique funèbre pour orchestre à cordes

La Musique funèbre pour orchestre à cordes (Muzyka żałobna) est une œuvre du compositeur polonais Witold Lutosławski, composée en 1958.

## Histoire
En 1954, le chef d'orchestre Jan Krenz, connaissant l'intérêt de Witold Lutosławski pour la musique de Béla Bartók, lui propose d'écrire une œuvre pour les dix ans de la mort du compositeur hongrois.
Quatre ans plus tard, Lutosławski achève sa Musique funèbre à la mémoire de Béla Bartók. Elle est créée par l'orchestre symphonique national de la radio polonaise dirigé par Jan Krenz le 26 mars 1958 à Katowice. L'œuvre est éditée chez Chester Music.

## Mouvements
Le prologue reprend un tempo lent comme le premier mouvement de la Musique pour cordes, percussion et célesta de Bartók, puis après les douze "Métamorphoses", culmine dans l'"Apogée" où les discordances font place à de longs accords.
1. Prologue
2. Métamorphoses
3. Apogeum
4. Épilogue

Sa durée d'exécution est d'à peu près 14 minutes. 

## Orchestration
| Instrumentation de la Musique funèbre pour orchestre à cordes                    |
| Cordes                                                                           |
| 12 premiers violons, 12 seconds violons, 8 altos, 8 violoncelles, 8 contrebasses |